# Morainville
Morainville é uma comuna francesa na região administrativa do Centro, no departamento Eure-et-Loir. Estende-se por uma área de 3,57 km². Em 2010 a comuna tinha 20 habitantes (densidade: 5,6 hab./km²).